# Мариенхайде
Мариенхайде (нем. Marienheide) — община в Германии, в земле Северный Рейн-Вестфалия. Подчиняется административному округу Кёльн. Входит в состав района Обербергиш. Население составляет 13 350 человек (на 31 декабря 2023 года). Занимает площадь 54,97 км².

## География

### Поселения
| А – Айрингхаузен Б – Бергхоф – Бёрлингхаузен В – Вайерхоф – Верншайд – Вильбрингхаузен – Винкель Г – Герферсхаген – Гимборн – Гогартен – Грабен – Гримерингхаузен – Груневальд Д – Даль – Данненберг – Дёйнгхаузен – Доммермюле – Дюрхёльцен З — Заттлерсхёе — Зимеркузен — Зипен Й – Йедингхаген К – Кальсбах – Каттвинкель – Кемперсхёе – Кёнигсхайде – Коттхаузен – Коттхаузерхёе – Кромменох – Кюмме Л – Ламбах – Лемкуль – Ляйберг – Лиенкамп – Линге М – Миттельвег – Мюлленбах Н – Нидерветте — Нидеркоттхаузен О – Обербоингхаузен – Оберветте — Обернхаген – Оберзимерингхаузен Р – Родт У – Унтербоингхаузен – Унтерпентингхаузен Ф – Фордершарде Х – Хайерлё – Хёфель — Химмеркузен – Хинтершарде – Хольцвиппер – Хютте Ц – Циммерберг Ш — Шеммен — Шёнеборн — Шмицвиппер — Шпейнгхаузен — Штрассе — Штюлинграузен — Шульценкамп Э – Эберг – Эрлингхаузен |

## Население
| Год  | Численность | Численность |
| ---- | ----------- | ----------- |
| 1975 | 13 168      | [ 4 ]       |
| 2017 | 13 596      | [ 1 ]       |
| 2019 | 13 552      | [ 5 ]       |
| 2021 | 13 465      | [ 6 ]       |
| 2022 | 13 710      | [ 7 ]       |
| 2023 | 13 681      | [ 2 ]       |

## Достопримечательности
- Карлов бук — памятник природы, пограничный исторический бук между современными Мариенхайде и городом Кирспе (ранее между историческими Рейнской областью и Вестфалией.
- Замок Гимборн. Находится во владении баронов Фюрстенберг цу Гимборн.

## Личности
- Пауль Люкке (1914–1976) политик, министр внутренних дел ФРГ
- Ульрих Леммер (Ulrich Lemmer) (* 1964), профессор оптоэлектроники
- Люси Шаренберг (Lucy Scharenberg) (*1976), автор детских книг